# Roberto Zywica
Roberto Jaime Zywica (Buenos Aires, 21 gennaio 1947 – 18 luglio 2025) è stato un calciatore argentino di origine polacca, di ruolo centrocampista.